# تود أ. فونسيكا
تود أ. فونسيكا (بالإنجليزية: Todd A. Fonseca)‏ (3 أكتوبر 1966، ميشاواكا في الولايات المتحدة)؛ كاتب وروائي أمريكي.